# Мелореостоз
Мелореостоз (хвороба Лері, ризомономелореостоз) — доброякісна дисплазія, вроджена патологія кісткової тканини, що проявляється її різким ущільненням (остеосклерозом). Мелореостоз зачіпає в тій чи іншій мірі кістки однієї з верхніх, або нижніх кінцівок; в рідкісних випадках уражається хребет або нижня щелепа.

## Симптоми
Клінічні прояви мелореостозу можуть бути неспецифічні і обмежуватися монотонними, тупими скелетно-м'язовими болями в ураженій кінцівці, а в деяких випадках мають місце сильні болі, деформація кісток з функціональними обмеженнями та контрактурами; трофічні порушення. Патогномонічним симптомом мелореостозу при рентгенографії є картина «воску, що стікає зі свічки» у вигляді поздовжніх суцільних або переривчастих смужок ущільнення кісткової тканини. У сусідніх відділах кісткова тканина не змінена або є дещо порозною.

## Лікування та прогноз
Лікування мелореостоза симптоматичне. При наявності клінічних показань можливе оперативне втручання.  Прогноз сприятливий.